# Khadako (cràter)
Khadako és un cràter d'impacte en el planeta Venus de 7,4 km de diàmetre. Porta el nom d'un antropònim iurac, i el seu nom va ser aprovat per la Unió Astronòmica Internacional el 1997.